# Les Aventures de Boro, reporter photographe
Pour les articles homonymes, voir Boro.
Les Aventures de Boro, reporter photographe est une série de romans écrite en collaboration par Dan Franck et Jean Vautrin. Les illustrations de couverture sont dues au dessinateur Enki Bilal.  
Le premier opus La Dame de Berlin a été adapté pour la Télévision française (TF1) avec Robin Renucci dans le rôle de Boro et Giulia Boschi dans celui de sa cousine Maryika Vremler. Téléfilm réalisé en 1991 par Pierre Boutron (Scénario de Dan Franck).  

## Synopsis
De la trempe d'un Robert Capa, Blèmia Borowicz dit « Boro » est un juif hongrois bien décidé à se faire une place au sein de l'univers du reportage photographique dans le Paris des années 1930. Les hasards de l'existence et un culot hors du commun vont finalement l'amener à parcourir la planète tout entière muni de sa canne et de son Leica.
Son destin, qui ne cesse de croiser celui des personnalités les plus célèbres de son temps, serait-il d'ores et déjà tracé ? C'est en tout cas ce que laisse entendre la prophétie délivrée par trois mystérieuses gitanes un soir de novembre 1931 :

« Même si tu es malheureux, tu ne seras jamais à plaindre. Si l'amour vient à passer, saisis-le, mais prends bien garde à ne pas t'endormir au rendez-vous de l'Histoire […]. Plus tard, tu seras l'œil qui surveille le monde. Tu iras regarder les hommes jusqu'au fond de leur nuit. Méfie-toi alors de ne pas mourir d'une balle en plein front […]. En vieillissant tu choisiras tes chemins. Ils te feront sillonner le monde et tu approcheras les grands de ton époque. Mais défie-toi de vouloir gouverner : tu irais à ta perte. »

## Romans
Cette série est composée de neuf volumes parus aux éditions Fayard :
- La Dame de Berlin (1987)
- Le Temps des Cerises (1990)
- Les Noces de Guernica (1994)
- Mademoiselle Chat (1996)
- Boro s’en va-t-en guerre (2000)
- Cher Boro (2005)
- La Fête à Boro (2007)
- La Dame de Jérusalem (2009)
- Boro, Est-Ouest (2022)

## Bandes dessinées
Les Aventures de Boro, reporter photographe ont également fait l'objet d'une adaptation en bande dessinée, Marc Veber se chargeant du dessin et Enki Bilal de la direction artistique.
- 1 La Dame de Berlin, Casterman, collection « Ligne Rouge », 01/2007
Scénario : Dan Franck et Jean Vautrin - Dessin : Marc Veber - Couleurs : Damien Callixte Schmitz
- 2 La Dame de Berlin II, Casterman, collection « Ligne Rouge », 10/2007
Scénario : Dan Franck et Jean Vautrin - Dessin : Marc Veber - Couleurs : Damien Callixte Schmitz
- 3 La Dame de Berlin III, Casterman, collection « Ligne Rouge », 10/2008
Scénario : Dan Franck et Jean Vautrin - Dessin : Marc Veber - Couleurs : Damien Callixte Schmitz
- 4 Le Temps des cerises, Casterman, collection « Ligne Rouge », 10/2010
Scénario : Dan Franck et Jean Vautrin - Dessin : Marc Veber.